# Blue Rock
A Blue Rock albumon a Cross együttes dalai több korból lettek össze válogatva,
a 70-es évektől egészen a 90-es évekig. A lemez egy kisebb csalódás volt a Mad, Bad, and Dangerous to Know után. Ez az utolsó The Cross-album.

## Album dalai
1. Bad Attitude  (The Cross) 4:55
2. New Dark Ages  (Taylor) 4:48
3. Dirty Mind  (Edney) 3:30
4. Ain't Put Nothing Down  (Moss) 4:05
5. Baby It's Alright  (Edney) 4:30
6. The Also Rans  (Taylor) 5:27
7. Millionaire  (Edney, MacRae, Moss, Noone) 3:42
8. Put It All Down to Love  (Edney) 3:34
9. Hand of Fools  (Edney, Noone) 4:30
10. Life Changes  (Edney, MacRae, Moss, Noone) 5:47

## Közreműködők
- Spike Edney: Billentyűsök
- Josh MacRae: Dob
- Clayton Moss: Gitár
- Peter Noone: Basszusgitár
- Geoffrey Richardson: Hegedű
- Roger Taylor: Vokál
- Mark Wallis: Producer
- Candy Yates: Háttérvokál
- Clare Yates: Háttérvokál